# Hiiro no kakera
Hiiro no kakera (緋色の欠片? lett. "Frammenti scarlatti") è una visual novel giapponese creata dalla Idea Factory e rivolta a un pubblico femminile (otome game). Pubblicato il 6 luglio 2006 per PlayStation 2, è uscito successivamente anche per Nintendo DS e PlayStation Portable.

## Trama
La protagonista del gioco è una ragazza (Tamaki) che rivisita un piccolo villaggio che ricorda dalla propria infanzia e che la trascinerà all'interno della storia della sua famiglia ed al centro di una serie di fenomeni sovrannaturali.

## Altri media
Il videogioco è stato adattato in una serie televisiva anime iniziata ad aprile 2012 e realizzata dallo Studio Deen.

## Sequel
- Hiiro no kakera: Ano sora no shita de (緋色の欠片 ～あの空の下で～?)
  - PlayStation 2 - 15 febbraio 2007
- Hisui no shizuku: Hiiro no kakera 2 (翡翠の雫 緋色の欠片2?)
  - PlayStation 2 - 9 agosto 2007
- Shin hisui no shizuku: Hiiro no kakera 2 (真・翡翠の雫 緋色の欠片2?)
  - PlayStation 2 - 1º ottobre 2009
  - PlayStation Portable - 19 agosto 2010
  - Nintendo DS - 16 giugno 2011
- Sōkoku no kusabi: Hiiro no kakera 3 (蒼黒の楔 緋色の欠片3?)
  - PlayStation 2 - 7 agosto 2008
  - PlayStation Portable - 15 aprile 2010
  - Nintendo DS - 25 agosto 2011
- Hiiro no kakera: Shin Tamayori hime denshō (ヒイロノカケラ 新玉依姫伝承?)
  - PlayStation 2 - 1º ottobre 2009
  - PlayStation Portable - 30 settembre 2010
- Hiiro no kakera aizōban: Akane iro no tsuioku (緋色の欠片 愛蔵版 ～あかねいろの追憶～?)
  - PlayStation 3 - 26 maggio 2011
- Hiiro no kakera: Shin Tamayori hime denshō - Piece of Future (ヒイロノカケラ 新玉依姫伝承 -Piece of Future-?)
  - PlayStation Portable - luglio 2011